# Hans-Hugo Hartmann
Hans-Hugo Hartmann (ur. 8 lutego 1916 roku w Dortmundzie, zm. w lutym 1991 roku) – niemiecki kierowca wyścigowy.

## Kariera
W swojej karierze wyścigowej Hartmann poświęcił się startom w wyścigach Grand Prix oraz w wyścigach samochodów sportowych. W 1939 był klasyfikowany w Mistrzostwach Europy AIACR. Z dorobkiem 28 punktów uplasował się tam na szesnastej pozycji w klasyfikacji generalnej. W 1954 roku był czwarty w German Sportscar Championship. W 1953 roku wystartował w klasie S 1.5 24-godzinnego wyścigu Le Mans, którego jednak nie ukończył.